# Лорен ван Остен
Лорен ван Остен (англ. Lauren van Oosten, 17 листопада 1978) — канадська плавчиня.
Учасниця Олімпійських Ігор 2004 року.
Призерка Чемпіонату світу з водних видів спорту 1998 року.
Призерка Пантихоокеанського чемпіонату з плавання 1997 року.
Призерка Ігор Співдружності 1998 року.
Переможниця Панамериканських ігор 1999 року.